# Калининское сельское поселение (Кемеровская область)
Кали́нинское се́льское поселе́ние — упразднённое муниципальное образование в Мариинском районе Кемеровской области. Административный центр — посёлок Калининский.
С 1 июня 2021 года упразднено в связи с преобразованием района в Мариинский муниципальный округ.

## История
Калининское сельское поселение образовано 17 декабря 2004 года в соответствии с Законом Кемеровской области № 104-ОЗ. 

## Население
| 2010  | 2011  | 2012  | 2013  | 2014  | 2015  | 2016  |
| ----- | ----- | ----- | ----- | ----- | ----- | ----- |
| 2054  | ↗2055 | ↗2094 | ↘2068 | ↘2064 | ↗2070 | ↘2047 |
| 2017  | 2018  | 2019  | 2020  | 2021  |       |       |
| ↘2034 | ↘1999 | ↘1962 | ↗2053 | ↘1448 |       |       |

## Состав
| № | Населённый пункт | Тип населённого пункта          | Население |
| - | ---------------- | ------------------------------- | --------- |
| 1 | Антибесская      | посёлок при станции             | 184       |
| 2 | Бобровский       | посёлок                         | 39        |
| 3 | Калининский      | посёлок, административный центр | 1533      |
| 4 | Калининский      | разъезд                         | 77        |
| 5 | Комиссаровка     | деревня                         | 0         |
| 6 | Мальковка        | село                            | 153       |
| 7 | Раздольное       | село                            | 68        |